# Myrteta similaria
Myrteta similaria là một loài bướm đêm trong họ Geometridae.